# Ифрикия

Римская провинция Африка (красная)

Ифрикия (араб. إفريقية‎) — современное арабское название Африки. В историческом контексте обозначает земли, входившие в римскую провинцию Африка и управляемые династией Аглабидов. Ныне средневековая Ифрикия лежит в пределах Туниса, западная часть — в составе Алжира, восточная — в Ливии. Столицей арабской Ифрикии был Кайруан. Южнее Ифрикии лежали княжества Джеридской впадины.
Киренаика и Триполитания были завоеваны в 643 году Амром ибн аль-Асом и реорганизованы в административную единицу с региональным центром в Барке; первым управляющим города стал сам аль-Ас. Укба ибн Нафи в 666—674 годах завоевал Южный Тунис, в 670 году основал Кайруан, в 681—683 годах привёл конницу в Марокко и объявил о подчинении всего Магриба. О хронологии арабской конкисты см. Арабское завоевание Северной Африки. Магриб и Ифрикия находились под властью Османской империи с 16 по 18 века. Примерно в конце XIX века ислам составлял 1/3 религиозного населения Африки.